# Ústav translatologie Filozofické fakulty Univerzity Karlovy

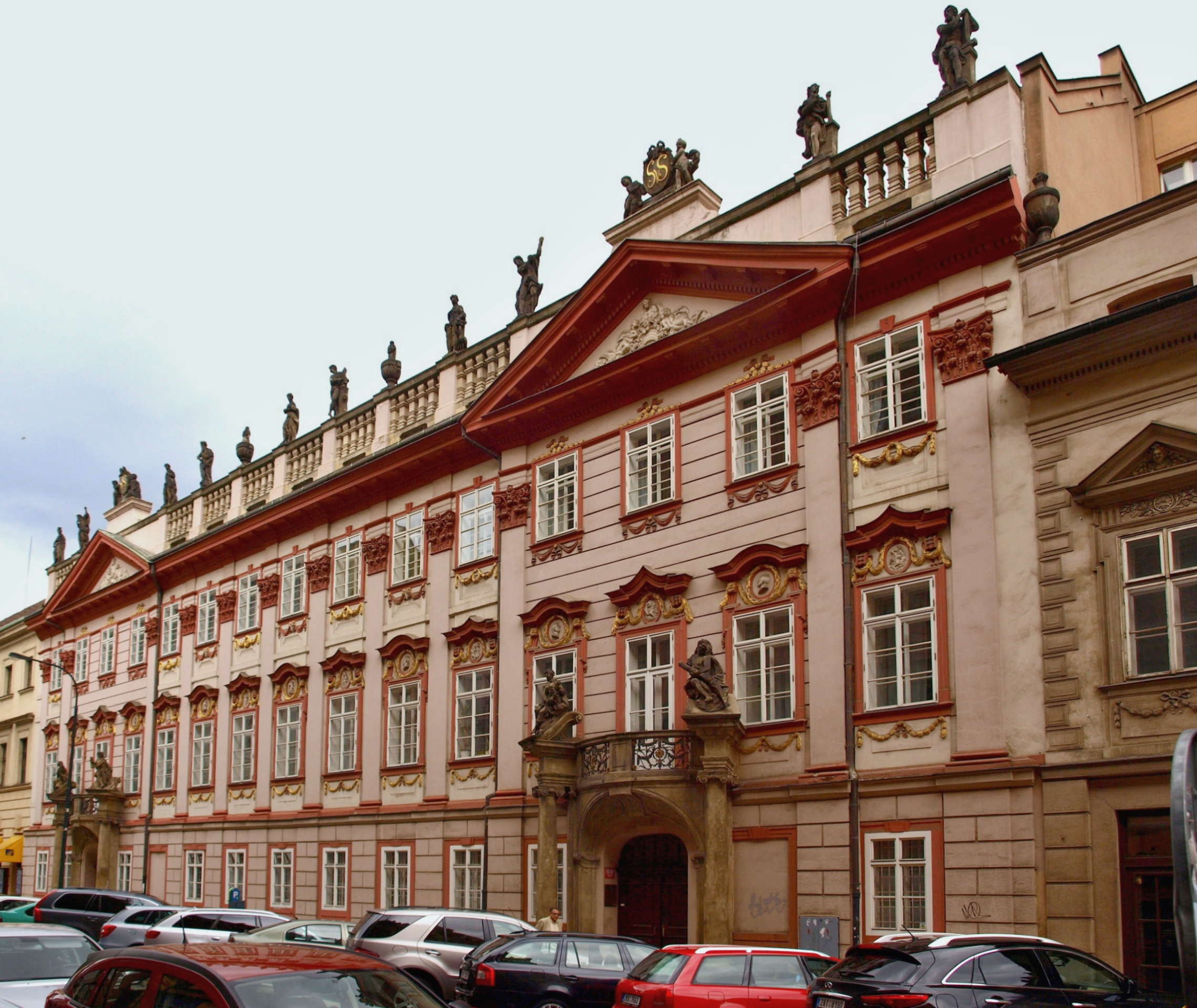
Šporkův palác v Hybernské ulici, sídlo Ústavu translatologie FF UK

Ústav translatologie (ÚTRL FF UK) je pracoviště Filozofické fakulty Univerzity Karlovy v Praze, které se specializuje na otázky překladu a tlumočení, neboli na obor translatologie, jakož i na vzdělávání budoucích překladatelů a tlumočníků. Je jedním ze dvou vysokoškolským pracovišť svého druhu v Česku, druhé se nachází v Olomouci.
Ústav translatologie byl založen v roce 1963. Má pět součástí, jež svým zaměřením odpovídají příslušným jazykovým specializacím: angličtina, němčina, francouzština, španělština a ruština.
Sídlí ve Šporkově paláci na Novém Městě pražském (Hybernská 3, Praha 1).
Jako profesorka pro obor translatologie na ústavu působí tlumočnice Ivana Čeňková. Jiným významným vyučujícím, který pro ústav zajišťuje výuku některých nejazykových předmětů, je profesor Josef Opatrný.